# Jerzy Kołodziej
Jerzy Joseph Kołodziej SDS, auch George Joseph Kołodziej, (* 17. Mai 1968 in Dobra) ist ein polnischer römisch-katholischer Ordensgeistlicher und Bischof von Bunbury in Australien.

## Leben
Jerzy Kołodziej trat am 7. September 1987 der Ordensgemeinschaft der Salvatorianer bei und legte am 8. September 1992 die ewige Profess ab. Am 28. Mai 1994 empfing er in Trzebinia durch den Erzbischof von Krakau, Franciszek Kardinal Macharski, das Sakrament der Priesterweihe.
Am 6. Januar 2025 ernannte ihn Papst Franziskus zum Bischof von Bunbury. Der Erzbischof von Perth, Timothy Costelloe SDB, spendete ihm am 19. März desselben Jahres in der Kathedrale St. Patrick in Bunbury die Bischofsweihe; Mitkonsekratoren waren der Bischof von Port Pirie, Karol Kulczycki SDS, und der emeritierte Bischof von Bunbury, Gerald Holohan. Sein Wahlspruch Gaudete in Domino semper („Freut euch im Herren zu jeder Zeit“) stammt aus dem Introitus zum dritten Adventssonntag (Phil 4,4 ).